# KkStB 149 sorozat
| KFNB Vc1,2 kkStB 149 sorozat BBÖ 149 sorozat | KFNB Vc1,2 kkStB 149 sorozat BBÖ 149 sorozat                | KFNB Vc1,2 kkStB 149 sorozat BBÖ 149 sorozat                |
| -------------------------------------------- | ----------------------------------------------------------- | ----------------------------------------------------------- |
| KFNB Vc2 317 „SOKOLNITZ“ später kkStB 149.29 |                                                             |                                                             |
| Pályaszám:                                   | KFNB 287-363 kkStB 149.01-75 CSD 311.3001-327               | KFNB 287-363 kkStB 149.01-75 CSD 311.3001-327               |
| Darabszám:                                   | KFNB: 77 kkStB 75 (KFNB-től CSD: ? PKP: 8 (kkStB-től BBÖ: ? | KFNB: 77 kkStB 75 (KFNB-től CSD: ? PKP: 8 (kkStB-től BBÖ: ? |
| Műszaki adatok                               |                                                             |                                                             |
|                                              | Vc1                                                         | Vc2                                                         |
| Jelleg:                                      | C n2                                                        | C n2                                                        |
| Hajtókerék-átmérő:                           | 1 266 mm                                                    | 1 266 mm                                                    |
| Hossz:                                       | 7 929 mm                                                    | 7 929 mm                                                    |
| Hossz szerkocsival:                          | 14 122 m                                                    | 13 640 mm                                                   |
| Magasság:                                    | 4 440 mm                                                    | 4 440 mm                                                    |
| Kapcsolt kerekek tengelytácolsága            | 3 003 mm                                                    | 3 003 mm                                                    |
| Össztengelytávolság                          | 3 003 mm                                                    | 3 003 mm                                                    |
| Tengelytávolság szerkocsival                 | 10 000 mm                                                   | 9 630 mm                                                    |
| Üres tömeg:                                  | 29,0 t                                                      | 29,0 t                                                      |
| Tapadási tömeg:                              | 32,0 t                                                      | 32,0 t                                                      |
| Szolgálati tömeg:                            | 32,0 t                                                      | 32,0 t                                                      |
| Szolgálati tömeg szerkocsival:               | 56,0 t                                                      | 54,0 t                                                      |
| Csőfűtőfelület:                              | 109,5 m²                                                    | 109,5 m²                                                    |
| Sugárző fűtőfelület:                         | 7,90 m²                                                     | 7,90 m²                                                     |
| Rostélyfelület:                              | 1,60 m²                                                     | 1,60 m²                                                     |
| Gőznyomás                                    | 8,6                                                         | 10,0                                                        |
| Hengerátmérő:                                | 435 mm                                                      | 435 mm                                                      |
| Dugattyúlöket:                               | 632 mm                                                      | 632 mm                                                      |
| Szerkocsi típusa:                            | KFNB G                                                      | KFNB H 2 (később kkStB 8)                                   |
| Vízkészlet:                                  | 9,6 m³                                                      | 9,5 m³                                                      |
| Tüzelőanyagkészlet:                          | 7,1 m³                                                      | 6,4 m³                                                      |

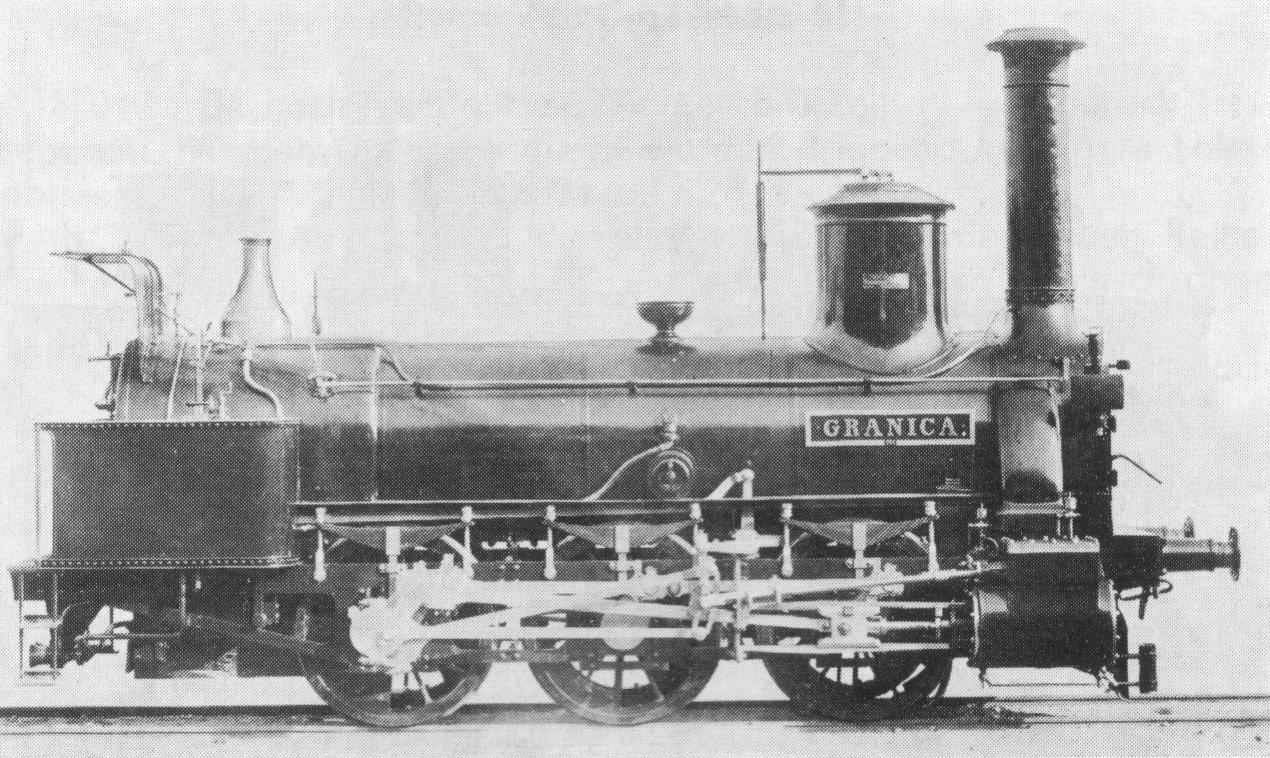
KFNB Vc2 292 „GRANICA“ később kkStB 149.06

A kkStB 149 sorozat egy tehervonati szerkocsisgőzmozdony-sorozat volt az  cs. kir. osztrák Államvasutaknál (k.k. österreichische Staatsbahnen, kkStB), amely eredetileg a Ferdinánd császár Északi Vasúttól (Kaiser Ferdinand Nordbahn, KFNB) származott.
A StEG Mozdonygyár és a Bécsújhelyi Mozdonygyár 1865 és 1870 között 77 db mozdonyt szállított a KFNB-nek, melyek hasonlóak voltak a DV/SB 29 sorozathoz. A KFNB az Vc sorozatot a két építési mód szerint felosztotta Vc1 és Vc2 sorozatokra elsősorban a kazánnyomás és a szerkocsi típusa (G és H2) szerint.
A mozdonyok főként a Bécs–Břeclav-vonalon voltak használatban.
A KFNB államosításakor a kkStB a mozdonyokat a kkStB 149 sorozatba osztotta.
Az első világháború után a 149 sorozatú mozdonyok egy része a Lengyel Államvasutakhoz (PKP), más részük a Csehszlovák Államvasutakhoz (ČSD), mint ČSD 311.3 sorozat (de nem mindegyik kapott pályaszámot), és az Osztrák Szövetségi Vasutakhoz (BBÖ) kerültek.
A BBÖ már 1929-ig, a ČSD 1940-ig selejtezte a hozzá került a sorozathoz tartozó mozdonyokat.

## Fordítás
- Ez a szócikk részben vagy egészben  a   KkStB 149 című német Wikipédia-szócikk fordításán alapul.  Az eredeti cikk szerkesztőit annak laptörténete sorolja fel. Ez a jelzés csupán a megfogalmazás eredetét és a szerzői jogokat jelzi, nem szolgál a cikkben szereplő információk forrásmegjelöléseként.